# Teorema de Chasles
El teorema de Chasles es una proposición de geodesia física. Considerando una función {\displaystyle v} armónica fuera de una superficie {\displaystyle \Sigma } y suponiendo además que {\displaystyle \Sigma } es una "superficie equipotencial", entonces en esta superficie {\displaystyle \Sigma } se tiene que {\displaystyle v=v_{o}}, siendo la cantidad {\displaystyle v_{o}} una constante arbitraria. Para un punto {\displaystyle P} fuera de {\displaystyle \Sigma }, la representación integral de una función armónica permite escribir
con {\displaystyle r} que indica la distancia desde {\displaystyle P} a cualquier punto en {\displaystyle \Sigma }. Ahora, de acuerdo con el teorema de Gauss-Bonnet para un punto externo, la segunda integral del miembro derecho se desvanece, por lo que resulta que
| {\displaystyle v(P)=-{\frac {1}{4\pi }}\iint _{\Sigma }r^{-1}{\frac {\mathrm {d} v}{\mathrm {d} n}}\mathrm {d} \sigma }. |

Esta fórmula se debe a Michel Chasles (1793-1880). Demuestra que cualquier función armónica puede representarse mediante un potencial de capa simple en cualquiera de sus superficies equipotenciales {\displaystyle v=} const. En el caso particular del potencial gravitatorio {\displaystyle V} de un cuerpo sólido situado en el interior de {\displaystyle \Sigma }, el teorema de Chasles afirma que siempre es posible sustituir el cuerpo sólido por una capa simple de la superficie de densidad uniforme para adaptarse a una de sus superficies equipotenciales externas sin cambiar el potencial en el exterior. Este teorema puede ser comparado con el teorema de unicidad de Stokes.